# Mount Booth
Mount Booth ein 1575 m hoher Berg in der Olympus Range des ostantarktischen Viktorialands. Er ragt an der Nahtstelle mehrerer Berkämme am südwestlichen Ende des Murphy Valley auf.
Das Advisory Committee on Antarctic Names benannte den Berg 2004 nach John H. Booth, Wissenschaftstechniker des United States Antarctic Program, der zwischen 1994 auf der Palmer-Station und der Amundsen-Scott-Südpolstation an acht antarktischen Winterkampagnen beteiligt war.